# Pedro Nunes, senhor de Parada
Pedro Nunes, senhor de Parada “o Pestanas de Cão" ou também Pedro Nunes Ribeira foi um nobre a Cavaleiro medieval do Reino de Portugal que em 1200 recebeu por ordem real emanada do rei D. Sancho I de Portugal o couto e reguengo de Parada. Foi o primeiro da sua linhagem a usar o apelido de familía Ribeiro ou da Ribeira. 

## Relações familiares
Foi casado com Maria Soares de quem teve:
1. Urraca Pires da Ribeira, que se casou com Afonso Anes de Cambra (? - 1272), filho de João Fernandes de Riba de Vizela (? – C. 1208) e de Marinha Moniz Varela.